# Alfons Beckenbauer (Historiker)
Alfons Beckenbauer (* 20. April 1922 in Landshut; † 27. März 1998 ebenda) war ein deutscher Historiker und Lehrer.
Beckenbauer forschte insbesondere zur bayerischen Landesgeschichte.
1980 erhielt er das Verdienstkreuz am Bande des Verdienstordens der Bundesrepublik Deutschland.
Er verfasste zahlreiche Fachbeiträge, seine beiden umfangreichsten Werke waren die Biographie Ludwigs III., des letzten bayerischen Königs, und der Band „Die Ludwig-Maximilians-Universität in ihrer Landshuter Epoche 1800–1826“.

## Schriften
- (Hrsg.): Begegnung mit Landshut. Pustet, Regensburg 1979, ISBN 978-3-7917-0627-6.
- (Hrsg.): Landshut. Lindauer, München 1987, ISBN 978-3-87488-914-8.
- Ludwig III. von Bayern 1845–1921. Pustet, Regensburg 1987, ISBN 978-3-7917-1130-0.
- Die Ludwig-Maximilians-Universität in ihrer Landshuter Epoche. Ludwig, München 1992, ISBN 978-3-7787-2122-3.
- mit Horst H. Stierhof (Bearb.): Stadtresidenz Landshut. 5. Auflage. Bayerische Verwaltung der Staatlichen Schlösser, Gärten und Seen, München 1996, ISBN 3-9805250-2-3.